# La Costa de los Mosquitos
La Costa de los Mosquitos (título original en inglés, The Mosquito Coast) es una novela del escritor estadounidense Paul Theroux, publicada en 1981

## Trama de la novela
La historia está contada a través del punto de vista de Charlie Fox, hijo mayor de 14 años de Allie Fox, genio autodidacta, visionario y acérrimo detractor del American way of life ("Estilo de vida estadounidense"), mantiene despóticamente a su familia bajo la fascinación de sus fantásticas y delirantes ideas y conspiraciones. 
Un buen día, harto de la civilización, decide partir junto con su mujer y cuatro hijos hacia un destino misterioso, un lugar de la costa nicaragüense-hondureña conocida como Costa de Mosquitos (en la costa este, bañada por las aguas del mar Caribe), donde Fox ha comprado una pequeñísima aldea indígena en mitad de la selva. Allí, la azarosa lucha por construir y mantener la disparatada utopía del padre se convertirá en una aventura delirante que pocos podrán olvidar.

## Adaptaciones
La historia fue llevada al cine en 1986 con el mismo título por el director australiano Peter Weir, y con las actuaciones de Harrison Ford, Helen Mirren y River Phoenix.
En 2021 volvió a ser adaptada, en este caso como serie para Apple TV+ con Justin Theroux, sobrino de Paul Theroux, en el papel de Allie Fox. La serie fue desarrollada por Neil Cross y el episodio de estreno fue dirigido por Rupert Wyatt.